# Wallaby-Plateau
Das Wallaby-Plateau ist ein ozeanisches Plateau im Ostteil des Indischen Ozeans.

## Geografie
Innerhalb des Ostindik liegt das Wallaby-Plateau nordwestlich der australischen Stadt Perth bzw. 450 Kilometer westlich von Carnarvon.
Das Wallaby-Plateau befindet sich am Südostrand des Wharton-Beckens südöstlich des Zenith-Plateaus.
Das Plateau liegt in einer Tiefe zwischen 2200 Meter und mehr als 5000 Meter. Es umfasst eine Fläche von rund 100.000 Quadratkilometer, die gemäß Seerechtübereinkommen hauptsächlich zum erweiterten Kontinentalsockel Australiens gehören. Zwei bedeutende Erhebungen auf diesem Gebiet wurden gemessen, eine größere im Südosten und eine kleinere, genannt Quokka Rise, im Nordwesten. Zwei vulkanische Gebirgskämme, Sonja Ridge und Sonne Ridge, durchziehen das Plateau bis in die nördlich angrenzende Ebene Cuvier Abyssal Plain. Im Süden des Wallaby-Plateaus befindet sich die Perth Abyssal Plain, im Osten liegt die bathymetrische Tiefe Wallaby Saddle vor der Westküste Australiens.